# Koki Tsukagawa
Koki Tsukagawa (塚川 孝輝 Tsukagawa Koki?), född 16 juli 1994 i Hiroshima prefektur, är en japansk fotbollsspelare som spelar för Kawasaki Frontale.

## Karriär
Tsukagawa började sin karriär 2017 i Fagiano Okayama. Han spelade 66 ligamatcher för klubben. 2019 flyttade han till Matsumoto Yamaga.
I januari 2021 värvades Tsukagawa av Kawasaki Frontale.